# Release candidate
In informatica, nell'ambito della realizzazione di un progetto informatico, viene definita release candidate una particolare versione del software che prelude alla release finale e stabile.

## Caratteristiche
Generalmente, la release candidate, abbreviata RC, è distribuita a sua volta in varie versioni (RC1, RC2, e così via), le quali si differenziano tra loro solo per la correzione dei bug, ma non per l'introduzione di nuove funzionalità. Infatti, all'annuncio della pubblicazione di una RC, viene dato dal coordinatore del progetto lo stop allo sviluppo, e tutti gli sforzi da quel momento fino alla distribuzione della versione stabile vengono concentrati sulla risoluzione di eventuali problemi. Ogni modifica del software è tracciata nel changelog.